# Offensive à outrance
Ne doit pas être confondu avec Guerre sous-marine à outrance.

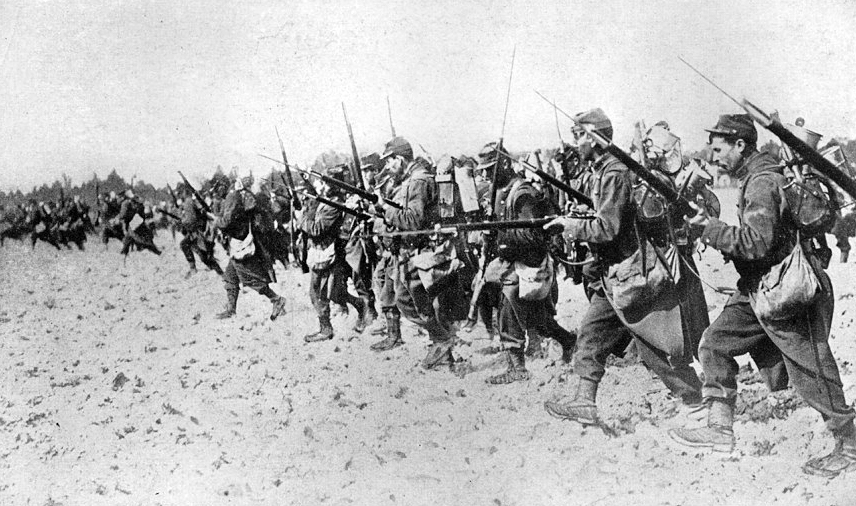
Une compagnie d'infanterie française chargeant à la baïonnette pendant les grandes manœuvres militaires, juste avant la Première Guerre mondiale.

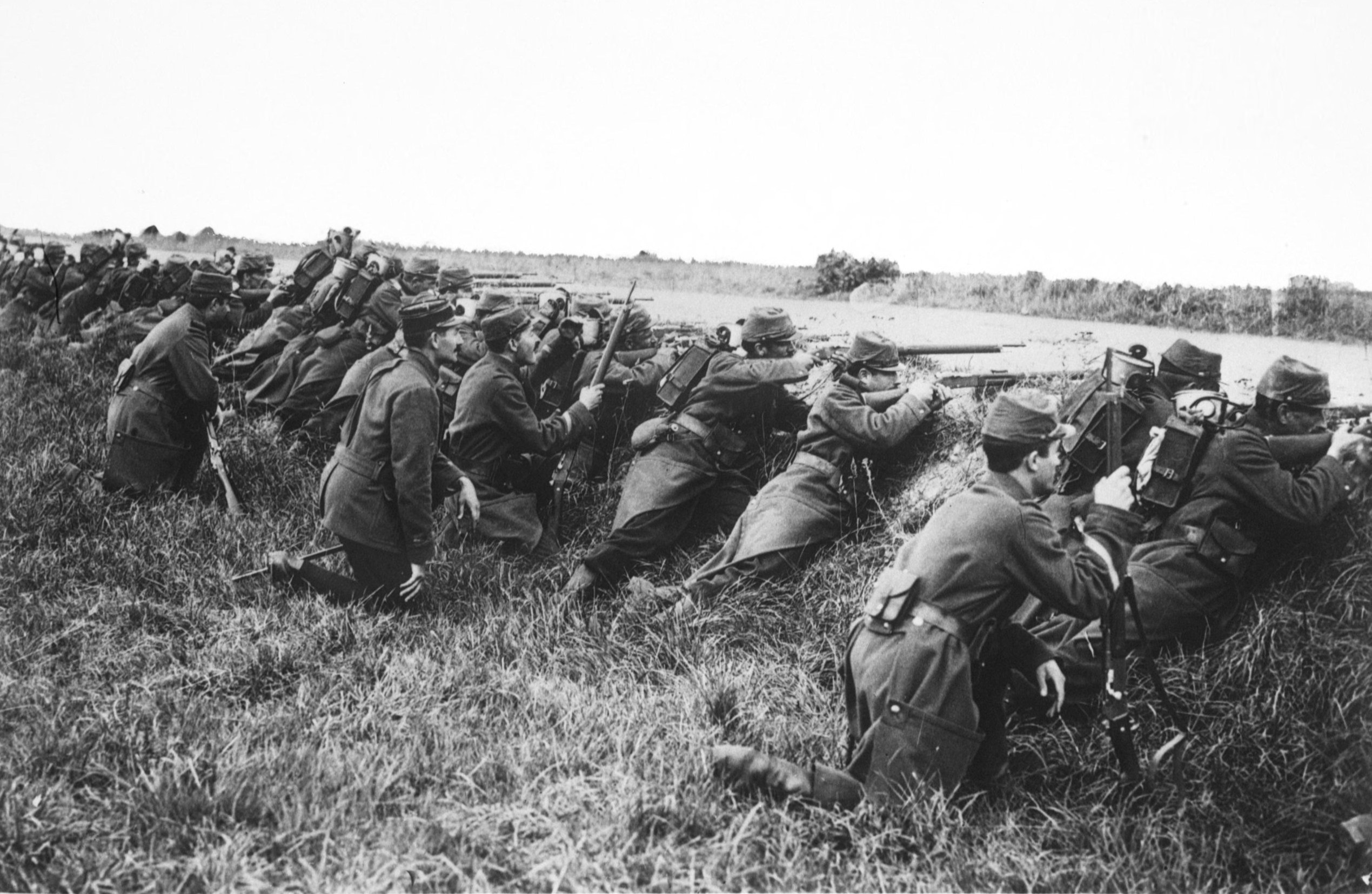
Une autre unité, abritée derrière un talus, exécutant un tir lors des grandes manœuvres : le règlement d'emploi de l'infanterie ne se limite pas à des attaques à l'arme blanche.

Offensive à outrance est une expression souvent utilisée pour décrire la doctrine de l'armée française de 1911 à 1914. Le principe au niveau stratégique est d'attaquer partout où on le peut, tandis qu'au niveau tactique il s'agit de foncer sur l'adversaire en recherchant le corps à corps.
Ce « culte de l'offensive » avait ses opposants avant et pendant la Première Guerre mondiale, mais son application au tout début du conflit est souvent considérée comme une des raisons des défaites françaises d'août 1914 lors de la bataille des Frontières.

## Avant 1914